# Borgarfjarðarbraut
Die Borgarfjarðarbraut ist eine Hauptstraße im Westen von Island.
Östlich von Borgarnes noch vor der langen Brücke über den Fjord zweigt sie von der Ringstraße ab.
Die Borgarfjarðarbraut verläuft anfangs am Ostufer des Borgarfjörðurs und überbrückt dann die Andakílsá, den Abfluss aus dem Skorradalsvatn.
Über sie und den Hvanneyrarvegur  erreicht man den Ort Hvanneyri mit seiner Landwirtschaftsschule.
Nach Westen zweigt der Hvítárvallavegur  ab, der über die Hvítá-Brücke wieder die Ringstraße erreicht.
Nach Osten zweigt der Uxahryggjavegur  bis nach Þingvellir ab.
Eine weitere Brücke überquert die Grímsá zwischen dem  Lækjarfoss und den Tröllafossar.
Vor dem Ort Kleppjárnsreykir steht eine Kamera der isländischen Straßenbehörde zur Verkehrs- und Wetterbeobachtung.
Hinter dem Ort und der Brücke über die Reykjadalsá wird die Straße zum Hálsasveitarvegur , über den man Reykholt und die Hraunfossar erreichen kann.
Die Borgarfjarðarbraut selbst zweigt nach Westen ab.
Der nächste Abzweig ist der 600 m kurze Deildartunguvegur , der bei den bekannten heißen Quellen endet.
Die folgenden Brücken über die Hvítá, die Þverá und die Norðurá sind einspurig.
Die gesamte Strecke ist asphaltiert.
Nach 49 km trifft die Borgarfjarðarbraut wieder auf die Ringstraße.
Bei ihr ist die Entfernung zwischen Abzweigung und Einmündung nur 22 km.